# 瓦什罗维尔
瓦什罗维尔（法語：Vacherauville，法語發音：[vaʃʁovil]）是法国默兹省的一个市镇，属于凡尔登区。

## 地理
瓦什罗维尔（49°13'16"N, 5°21'35"E）面积7.29 平方千米，位于法国大東部大區默兹省，该省份为法国西北部内陆省份，北与比利时接壤，西接马恩省和阿登省，南至上马恩省和孚日省，东临默尔特-摩泽尔省。
与瓦什罗维尔接壤的市镇（或旧市镇、城区）包括：默兹河畔布拉、尚讷维尔、默兹河畔沙尔尼、卢沃蒙-科特迪普瓦夫尔、马尔。

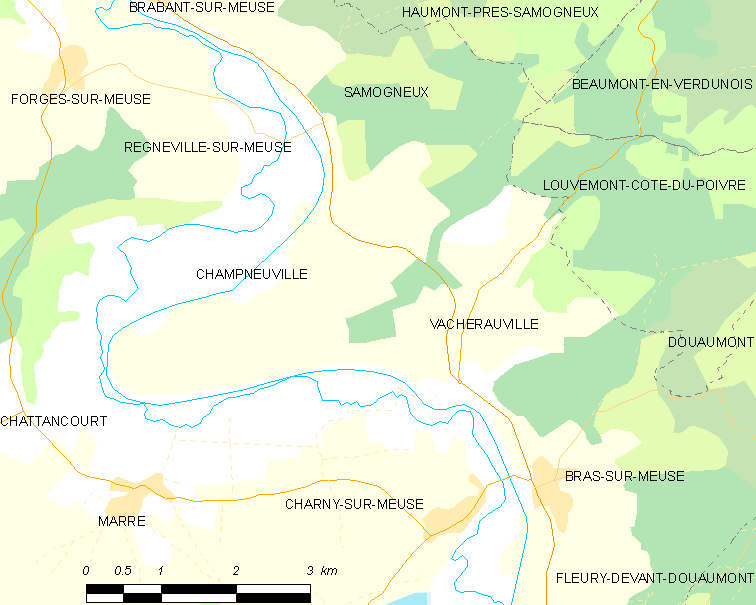
瓦什罗维尔的OSM定位图

瓦什罗维尔的时区为UTC+01:00、UTC+02:00（夏令时）。

## 行政
瓦什罗维尔的邮政编码为55100，INSEE市镇编码为55523。

## 政治
瓦什罗维尔所属的省级选区为默兹河畔贝尔维尔县。

## 人口

1962-2008年间瓦什罗维尔人口变化图示

瓦什罗维尔于2022年1月1日时的人口数量为191人。

## 友好城市
- 埃纳省 埃纳河畔讷沙泰勒